# Denazifiering

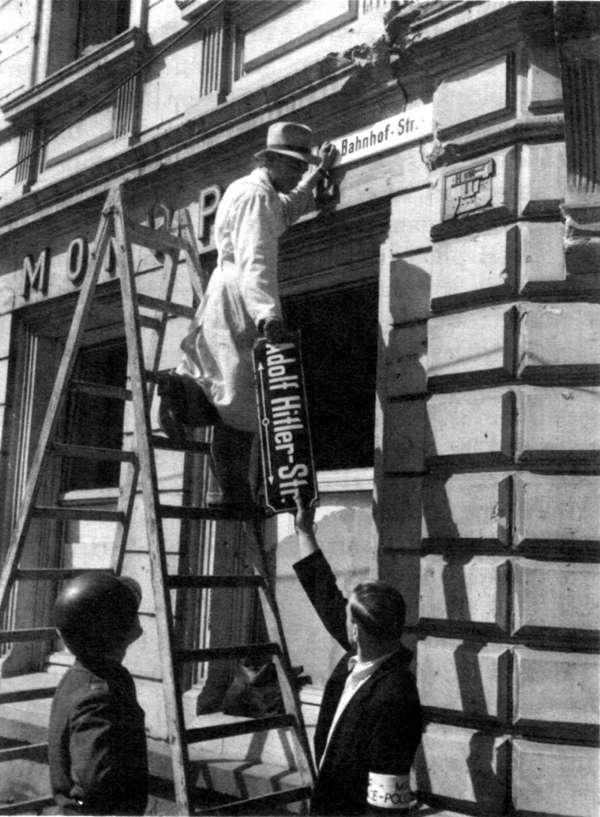
Avnazifiering i form av byte av gatuskyltar.

Denazifiering (tyska: Entnazifizierung) var de allierades initiativ för att få bort alla rester av naziregimen från Tysklands och Österrikes samhällen, kultur, press, rättssystem och politik. I praktiken var denazifieringen inte begränsad till Tyskland och Österrike, utan påbörjades i varje land i Europa som hade haft en nazi- eller fascistregim, såsom Frankrike, Italien, Nederländerna, Kroatien och Norge. Denazifieringsprogrammet inleddes i slutet av andra världskriget och bekräftades av Potsdamavtalet taget vid Potsdamkonferensen som hölls mellan den 17 juli och den 2 augusti 1945.